# Сексизм

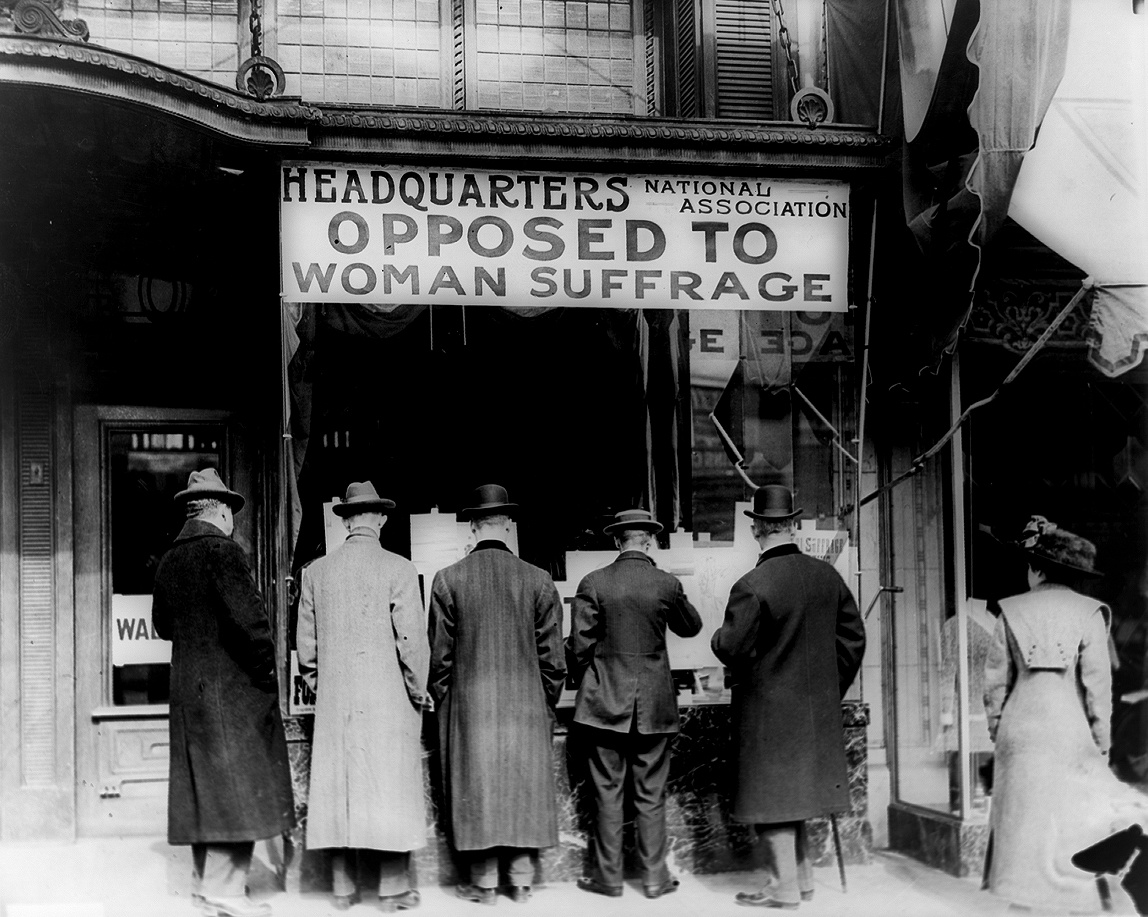
Вывеска штаб-квартиры «Национальной Ассоциации против женского избирательного права» (National Association Against Woman Suffrage). США, начало XX века.

Секси́зм (англ. sexism от лат. sexus «пол») — набор предрассудков и предвзятое отношение к людям или дискриминация людей по признаку пола или гендера; предубеждение, негативное отношение или антипатия по отношению к людям определённого пола.
Хотя существует и сексизм по отношению к мужчинам, наиболее часто этот термин используется в контексте предубеждений и дискриминации по отношению к женщинам. В некоторых источниках эта точка зрения радикализируется до определения сексизма как идеологии и системы социальных практик, которые поддерживают патриархат или угнетение женщин.
Сексистские предрассудки встречаются среди обществ по всему миру, в том числе и в тех современных обществах, которые считаются относительно демократическими и эгалитарными. Он является частью различных социальных институтов — таких как семья, образование, здравоохранение, религия, — и присутствует в различных областях, таких как политика, экономика, медиа, искусство и язык.
Идеология сексизма противопоставляет друг другу мужчин и женщин, приписывая им противоположные качества. В некоторых формах она оправдывает господство мужчин и подчинённое положение женщин, утверждая естественное, природное происхождение этого неравенства. В современных обществах также распространено убеждение в том, что дискриминация женщин — это проблема прошлого, и негативные реакции на информацию о гендерном неравенстве или попытки женщин отстаивать свои права.
Помимо собственно сексизма, который выражается, например, в утверждениях о неполноценности женщин или мужчин, некоторые авторы рассматривают также понятие доброжелательный сексизм — идеализация женщин как чистых, хрупких и нуждающихся в мужской защите. Доброжелательный сексизм, по мнению некоторых авторов, помогает не допускать женщин к сферам и ролям, связанным с властью и высоким социальным статусом.

## История понятия и определения
Слово «сексизм» ввели в употребление участницы феминистского движения «второй волны» в США, образовав его по аналогии со словом «расизм». Разработанное в рамках феминистской теории и гендерных исследований понимание сексизма со временем получило широкое распространение в социальных и гуманитарных науках. В социальных науках сексизм обычно понимается как комплексная система идеологий и практик, поддерживающих патриархат и пронизывающих все социальные институты и уровни социальной организации.
Более узкие толкования понятия «сексизм», определяющие его как предубеждения, стереотипы или дискриминирующее поведение отдельных индивидов, характерны для психологической литературы. Такие определения связаны с тем, что предмет изучения психологии — это, в первую очередь, явления и процессы, происходящие на индивидуальном и межличностном уровнях. Такие определения сексизма необязательно значат, что их авторы отрицают системный характер сексизма — напротив, нередко они упоминают и даже подчёркивают этот аспект.
Определение понятия «сексизм» является предметом дискуссий, в том числе на международном уровне. В 2019 году в Европейском союзе было принято следующее определение сексизма: «любое действие, жест, визуальное представление, произнесённые или написанные слова, практика или поведение, основанные на идее о том, что человек или группа лиц неполноценны из-за их пола». Это первый случай официального международного соглашения об определении данного термина.

## Идеология и проявления сексизма
Идеология сексизма не просто разделяет людей на мужчин и женщин, но и противопоставляет их друг другу и прямо или косвенно утверждает превосходство представителей одного пола над другим. Экономическое, социальное и политическое неравенство между ними она объясняет различиями в природной сущности.

### Составляющие идеологии сексизма

#### Биологический эссенциализм
Эссенциализм — это обыденное представление о том, что в основе принадлежности к какой-либо социальной группе лежит глубинная сущность и что все характеристики этой группы носят врождённый характер, предопределяемый этой сущностью. Биологический эссенциализм в отношении гендера (другое название этого явления — биологический детерминизм) объясняет гендерные различия и оправдывает гендерное неравенство тем, что женщины и мужчины сущностно различаются по своей природе.
Идеология биологического эссенциализма на протяжении долгого времени использовалась и до сих пор нередко используется в научных теориях и исследованиях для оправдания гендерного, так же как и расового, классового и других видов неравенства. При этом для этой идеологии — как в научных установках, так и в обыденных представлениях — характерен целый ряд логических ошибок и упрощений. В частности, биологический эссенциализм чрезмерно упрощает научные знания о функционировании организмов — например, игнорирует влияние внешней среды на физиологию. Также для биологического эссенциализма характерен редукционизм — то есть сведение комплексных явлений к тому или иному простому фактору (например, генам или гормонам), — и игнорирование прочих возможных объяснений, в частности социокультурного влияния.

##### Нейросексизм
Нейросексизм — теоретически предполагаемое наличие предвзятости в направлениях нейробиологии половых различий, ведущее к укреплению бинарных гендерных стереотипов. Термин был придуман в 2008 году британской учёной и феминисткой Корделией Файн. В настоящее время эта концепция широко используется критиками нейробиологии половых различий в нейробиологии, нейроэтике и философии. Другая британская феминистка и нейробиолог Джина Риппон в качестве типичного проявления нейросексизма назвала стереотип о том, что «мужчины более логичны, а женщины лучше владеют языками или воспитанием».
Главным критерием критики привязки особенностей человека к полозависимым особенностям мозга является факт наличия нейропластичности, которой сторонники теории нейросексизма стараются объяснить особенности в различии полов, связанных с мозгом. Какая-либо связь полозависимых врождённых и генетически определяемых особенностей мозга человека с прочими особенностями людей при этом отвергается. Оппоненты данной теории приводят как аргументы невнимательность сторонников теории к научным исследованиям, политизированность утверждений и игнорирование новейших научных исследований, напрямую доказывающих существование связи между полозависимыми особенностями мозга и прочими особенностями человека. Как сказал британский учёный Саймон Барон-Коэн, «В конечном счёте, для меня самой большой слабостью утверждения Файн о нейросексизме является ошибочное смешение науки с политикой».

#### Гендерная поляризация
Гендерная поляризация — это представление мужчин и женщин как противоположностей и распространение этого противопоставления на все сферы жизни: от манеры одеваться и социальных ролей до «мужских» и «женских» эмоций и профессий. Как и другие компоненты сексистской идеологии, гендерная поляризация пронизывает все уровни социальной жизни. Она также структурирует научное знание, в частности биологию, которая описывает гены, гормоны, репродуктивную анатомию и физиологию в терминах двух противопоставленных друг другу полов («половой диморфизм») — хотя в действительности наблюдаемая биологическая реальность представляет собой континуум, а не набор из двух противопоставленных вариантов.
Гендерная поляризация действует как два связанных друг с другом механизма. Первый из них определяет взаимоисключающие правила для «мужского» и «женского». Второй наказывает любого человека или способ поведения, которые нарушают эти правила: они маркируются либо как неестественные или аморальные с религиозной точки зрения, либо как биологическая аномалия или психологическая патология с научной. Вместе эти два механизма устанавливают гендерно-поляризованную связь между полом, приписанным телу человека, и особенностями его психики и поведения.

#### Андроцентризм
Андроцентризм — это представление о мужчине и мужском как о норме или нейтральном стандарте для культуры или человека как вида в целом, по сравнению с которым женщина и женское воспринимается как отклонение или исключение. Андроцентризм структурирует организацию языка, научных теорий и исследований, рынка труда, семьи и других социальных институтов и практик: во всех этих сферах центральное положение занимают мужской опыт, точка зрения и потребности — представляемые как общечеловеческие, — тогда как женский опыт, точка зрения и потребности либо игнорируются, либо занимают вторичное или подчинённое положение по отношению к мужским, маркируются как незначительные или недостойные.
Один из характерных примеров андроцентризма связан с невидимостью тех видов труда, которые традиционно считаются женскими: он не считается трудом в том числе потому, что в западной культуре принято осмыслять время как разделённое на время труда, происходящего в публичной сфере (принадлежащей мужчинам), и время досуга, происходящего в сфере приватной. Таким образом, неоплачиваемый домашний труд, который осуществляют преимущественно женщины, оказывается невидимым. Домашний труд и труд по уходу, который также традиционно исполняют женщины, как правило, не считаются трудом не только в обыденном понимании этого слова, но и в экономических теориях — так, эти виды труда не включаются в понятие «экономической деятельности» в исследованиях рабочей силы и не учитываются при подсчёте ВВП, хотя эти виды труда имеют огромное экономическое значение.

#### «Двойные петли»
Понятие «двойная петля» описывает ситуацию, в которой человек вынужден выбирать из крайне ограниченного набора способов действовать, каждый из которых влечёт за собой социальные санкции. «Двойные петли» характерны для различных форм угнетения и являются частью повседневного опыта угнетённых. «Двойные петли», с которыми сталкиваются женщины в сексистской культуре, связаны с противоречивыми требованиями «успешной женственности» — которая подразумевает мягкость, уязвимость и пассивность — и «общечеловеческой» социальной успешности — которая, в свою очередь, подразумевает решительность, настойчивость и независимость. Так, классическое психологическое исследование, проведённое в США в 1970-е годы, выявило среди женщин, имеющих высшее образование, так называемую «тревожность достижения» (англ. achievement anxiety), или страх успеха, вызванный исторически укоренённым убеждением в том, что достичь успеха в публичной, традиционно мужской сфере для женщины означает стать не вполне женщиной или «утратить свою женственность». В профессиональной сфере от женщин ожидается, с одной стороны, более маскулинное поведение, но, когда они его проявляют, они подвергаются социальным санкциям за недостаточную женственность.
В сфере сексуальности женщины сталкиваются с «двойной петлёй», известной как дихотомия «Мадонна/шлюха». Эта культурная формула берёт своё начало в викторианской эпохе и заключается в убеждении, что получать удовольствие от секса могут только «плохие», аморальные женщины, которые не заслуживают уважения мужчин, в то время как для женщин, достойных уважения, секс может быть лишь обязанностью или долгом, но не источником удовольствия. В этой схеме, в какой бы из двух противоположных ролей женщина ни оказалась, её сексуальность не принадлежит ей, а существует для мужчины: либо она — верная жена, подчиняющаяся его сексуальному желанию, либо коварная соблазнительница. Таким образом, дихотомия «Мадонна/шлюха» лишает женщин половой неприкосновенности. В психоанализе считается, что у мужчин, которые считают женщин либо святыми «Мадоннами», либо падшими проститутками, имеется сексуальный комплекс Мадонны и Блудницы.
Давление «двойных петель» не абсолютно и необязательно полностью лишает индивида способности самостоятельно действовать. Однако оно существует в контексте исторических, социальных и политических систем, а следовательно, носит системный характер, и именно это отличает угнетение от других, несистемных, видов ущерба.

### Гендерные стереотипы

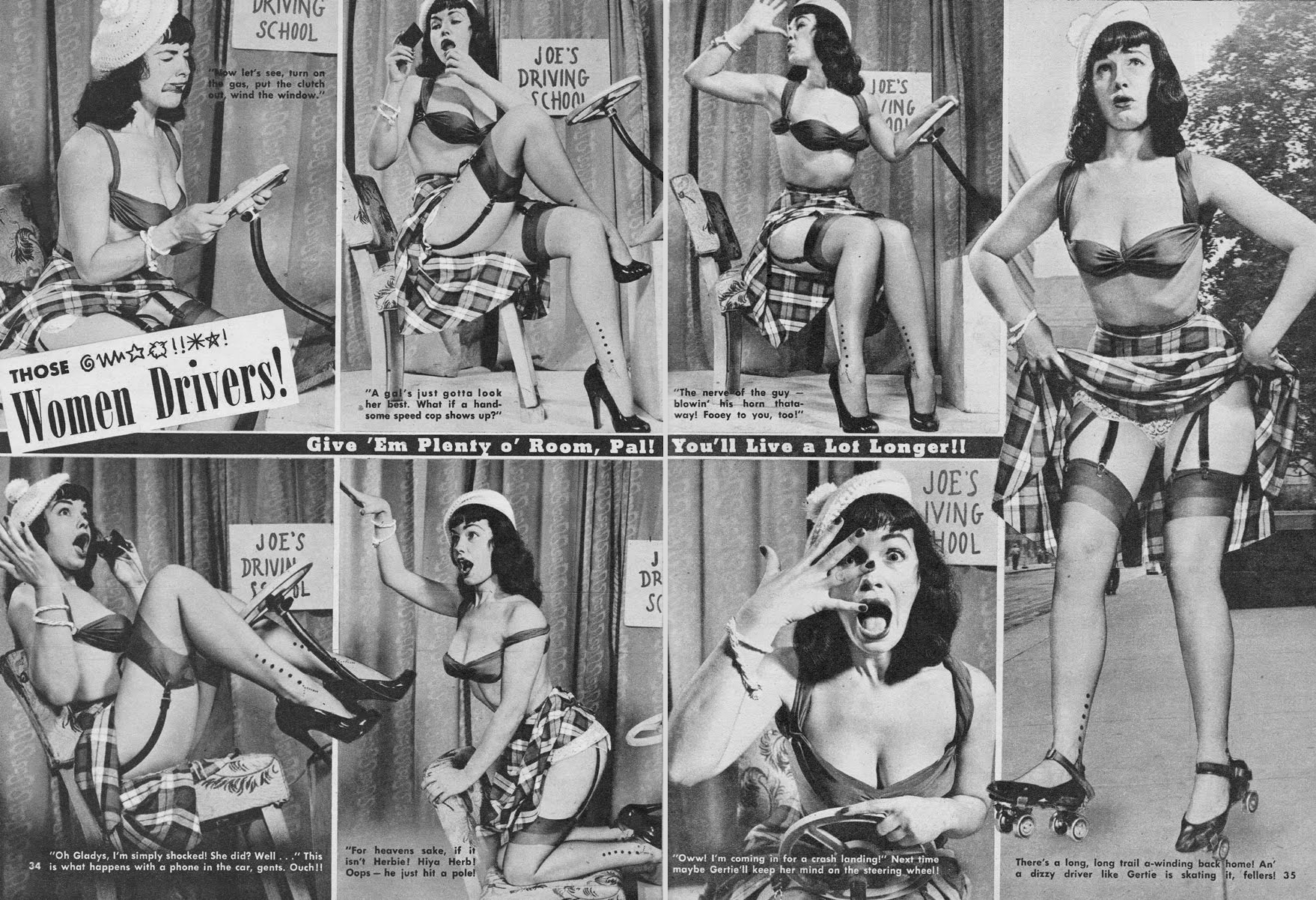
Бетти Пейдж — «Женщина-водитель», коллаж из стереотипов о женщинах-водителях (1952 год)

Ключевую роль в поддержании сексистской идеологии играют гендерные стереотипы. Гендерные стереотипы приписывают женщинам и мужчинам противопоставленные качества, утверждая и подчёркивая различия между этими группами. При этом мужчинам приписываются качества, которые ассоциируются с силой, активностью, властью и доминированием, а женщинам — с подчинением, слабостью и пассивностью. Как указывают исследователи, даже негативные стереотипы о мужчинах — например, приписывающие им эгоизм и высокомерие, — работают на поддержание мужского господства, так как они приписывают мужчинам качества, связанные со стремлением или обладанием властью. Таким образом, гендерные стереотипы объясняют и закрепляют традиционные гендерные роли и характерное для них неравенство.
Гендерные стереотипы и, шире, сексистские убеждения и верования необязательно изображают женщин строго в негативном свете — часто они представляют женщин как более слабых по сравнению с мужчинами и поэтому нуждающихся в заботе и защите. Многие сексистские представления и соответствующие социальные практики выглядят лестными для женщин. Феминистская теория рассматривает это как особенно эффективный способ поддержания гендерного неравенства (по сравнению, например, с прямым принуждением): пока женщины субъективно воспринимают такие лестные стереотипы и практики как источник преимуществ для себя, они не будут протестовать против системной несправедливости патриархата.

### Сексизм в современности
Во многих современных обществах сексистские идеологии принимают более скрытые и трудно различимые формы. Для изучения и измерения таких скрытых форм сексистской идеологии в социальной психологии используются понятия «современный сексизм» и «неосексизм», которые иногда объединяют под общим названием «скрытый сексизм» (англ. subtle sexism). Скрытый сексизм выражается в отрицании существования сексизма (современный сексизм) и негативных реакциях на требования защиты женщин от дискриминации (неосексизм). Для скрытого сексизма характерны, например, такие утверждения: «Дискриминации женщин в современном обществе уже нет»; «В плане равенства полов женщины предъявляют непомерные, раздутые требования»; «За последние годы женщины получили от государства больше прав, чем они заслуживают». При этом люди, высказывающие такие взгляды, могут считать себя сторонниками гендерного равенства и даже выступать против традиционного сексизма (который выражается, например, в прямых заявлениях о неполноценности женщин и оправдании их жёсткого подчинения мужчинам).
Идеологии современного сексизма и неосексизма рассматриваются как проявления сексизма потому, что обвиняют женщин, отрицая системное неравенство, и поддерживают сохранение существующего несправедливого положения вещей. По данным психологических исследований, люди, проявляющие скрытый сексизм, склонны преувеличивать доступность для женщин традиционно мужских профессий, осуждают позитивную дискриминацию, хуже распознают сексуальные домогательства и чаще используют сексистские выражения в речи. Исследования также показывают, что идеология скрытого сексизма напрямую ведёт к подавлению социального протеста: женщины, находящиеся под воздействием скрытых сексистских убеждений, проявляют меньше заинтересованности в отстаивании гендерного равенства.

### Доброжелательный сексизм
Если первоначально исследователи сексизма определяли его только как враждебное отношение к женщинам, то более поздние исследования показали, что большинство людей (мужчины и женщины) имеют о женщинах двойственные представления, состоящие из отрицательных и положительных оценок и убеждений. Это явление получило название «амбивалентный сексизм», а его составляющие — «враждебный» и «доброжелательный сексизм». Если для враждебного сексизма характерны прямые и явные утверждения о неполноценности женщин и представление женщин как враждебных мужчинам и манипулирующих ими, то доброжелательный сексизм выражается в идеализации женщин как заботливых, чутких, слабых и нуждающихся в мужской защите — другими словами, доброжелательный сексизм поощряет женщин за женственное поведение. И враждебный, и доброжелательный сексизм оправдывают мужское господство, но если враждебный сексизм делает это напрямую, то доброжелательный сексизм действует как патернализм, позволяя мужчинам не только считать свои привилегии заслуженными, но и представлять их как свою ответственность или долг — в этом отношении доброжелательный сексизм подобен идеологии «бремени белого человека».
Доброжелательный сексизм воспринимается многими женщинами как нечто приемлемое и даже лестное, и в целом люди часто не распознают его проявления как сексизм. Однако эта идеология исключает женщин из публичной сферы и не допускает их на позиции, традиционно занимаемые мужчинами, — то есть закрывает им доступ к ролям, связанным с высоким социальным статусом. Взамен женщины получают рыцарское отношение и защиту мужчин, но парадокс, как отмечают некоторые авторы, заключается в том, что в рамках патриархального распределения ролей женщины вынуждены искать защиты у той же социальной группы, которая представляет для них основную опасность. В самом деле, исследования выявляют положительную корреляцию между доброжелательным и враждебным сексизмом — это значит, что люди, высказывающие доброжелательно-сексистские взгляды, с большой долей вероятности также являются носителями идеологии враждебного сексизма.
Как отмечают исследователи, доброжелательный и враждебный сексизм дополняют друг друга по принципу «кнута и пряника»: доброжелательный сексизм подталкивает женщин подчиняться их гендерной роли и выполнять предписанные обществом обязанности и нормы поведения, обещая за это субъективные выгоды в форме «галантного» отношения мужчин, а враждебный сексизм используется для наказания тех женщин, которые не подчиняются предписанной им гендерной роли, прямо или косвенно оспаривая мужское господство. Такое сочетание идеологий, оправдывающих гендерное неравенство, более эффективно, чем одно лишь прямое принуждение и враждебность: если враждебный сексизм скорее вызывает у женщин возмущение и желание противостоять ему, то сопротивляться доброжелательному сексизму значительно сложнее.
Доброжелательный сексизм, изображая цисгендерных женщин и девочек как слабых и уязвимых, не способных на самозащиту, также играет большую роль в риторике, направленной на ограничение прав трансгендерных женщин на посещение женских туалетов, что вредит и самим цисгендерным женщинам, которые не выглядят традиционно фемининными.

#### Критика доброжелательного сексизма
Как враждебный, так и доброжелательный (например, идея о том, что мужчины обязаны защищать женщин) сексизм наносят вред людям и гендерному равенству в целом.
Сами названия двух подконструктов — «доброжелательный» и «враждебный» — слишком абстрактны, не применимы к определённым языкам и могут быть неактуальны для некоторых культур.

### Институциональный сексизм
Под институциональным сексизмом понимают гендерное неравенство как в явных правилах, так и в негласных нормах, регулирующих и структурирующих социальные институты. Институциональный сексизм характерен, в частности, для таких социальных институтов, как политика, религия, семья, здравоохранение и образование.

## Сексизм в отношении женщин

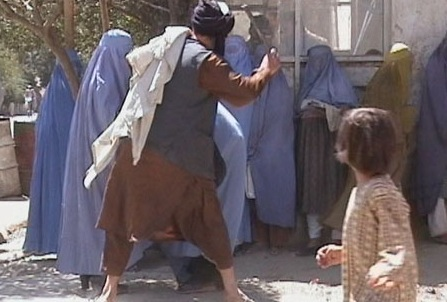
Член религиозной полиции Талибана, публично бьющий женщину. Снято скрытой камерой.

Сексизм не только проявляется на индивидуальном или межличностном уровне — в индивидуальных верованиях и бытовых взаимодействиях, — но и встроен в институциональное устройство и культуру обществ по всему миру. В большинстве обществ в мире мужчины исторически обладали и до сих пор обладают большей политической властью, материальными ресурсами и более высоким социальным положением, чем женщины. Во многих странах формальное гендерное равенство все ещё не достигнуто, при этом даже в тех странах, где закон гарантирует женщинам формальное равенство с мужчинами, женщины могут иметь меньше прав и возможностей — особенно в экономической и социальной сферах.
Если под патриархатом понимается такой способ организации общества, при котором мужчины обладают властью над женщинами, то сексизм — это следствие патриархата. Поскольку подавляющее большинство обществ в мире — как в истории, так и в современности — являются патриархальными, сексизм широко распространён исторически по всему миру. При этом многие культуры в течение XX века перешли к более эгалитарному общественному устройству.
Иногда слово «сексизм» также может употребляться некоторыми в значении «мизогиния». Другие авторы отмечают, что эти понятия не синонимичны: мизогиния — это всецелая ненависть к женщинам, в то время как сексизм включает в себя все формы обесценивания женщин по сравнению с мужчинами.
Сексизм проявляется на уровне различных социальных институтов: от семьи до государственной политики — и выражается в самых разнообразных социальных практиках: от ситуаций, когда родители запрещают девочкам играть в шумные игры, но позволяют это мальчикам, до ситуаций, когда насильники оправдывают свои преступления идеологией «Мадонна/шлюха».

## Гомофобия и гетеросексизм
Гомофобию обычно определяют как страх или ненависть к гомосексуальным людям. Многие современные исследователи считают это понятие неудовлетворительным, указывая на то, что корни дискриминации и насилия в отношении геев, лесбиянок и бисексуальных людей не в страхе или панике, а в системной власти гетеросексуальных людей над гомо- и бисексуальными. Эта система получила название «гетеросексизм». Гетеросексизм проявляется, в первую очередь, в убеждении, что все люди являются или должны быть гетеросексуальными и что только гетеросексуальность естественна, нормальна и правильна.
Сексизм и гетеросексизм тесно связаны между собой. Убеждение в том, что только гетеросексуальность естественна и напрямую связана с полом человека (то есть что все мужчины должны испытывать влечение к женщинам, а все женщины — к мужчинам), является частным случаем гендерной поляризации, на которой строится сексизм. Это явление также называется принудительной гетеросексуальностью. Теория принудительной гетеросексуальности рассматривает её как один из фундаментальных принципов мужского доминирования.
Принудительная гетеросексуальность как идеология, в которой соединяются сексизм и гетеросексизм, утверждает «неженственность» лесбиянок, поскольку они выбирают не иметь сексуальных отношений с мужчинами. На практике это может выражаться в различных формах дискриминации — например, когда суды лишают лесбиянок родительских прав, утверждая, что они неспособны быть хорошими матерями. С другой стороны, ярлык «лесбиянка» может использоваться как обвинение в адрес любой прямолинейной женщины или женщины, не принимающей своё подчинённое положение, вне зависимости от того, является ли она лесбиянкой на самом деле.
Сексизм и мизогиния также играют существенную роль в гомофобии или гетеросексизме, направленных на геев. Гомофобия — один из ключевых элементов гегемонной маскулинности, то есть нормативного представления о «настоящем мужчине». Эта идеология приравнивает мужскую гомосексуальность к женственности и маркирует обе позиции — «быть „как женщина“» и «быть геем» — как позорные для «настоящего мужчины». Гендерно-неконформные личности часто становятся жертвами наиболее жестоких проявлений гомофобии и гетеросексизма со стороны других мужчин.
В связи с принижением женственности в обществе, Р. Э. Хоскин вводит отдельный термин «фэмфобия» (англ. femmephobia), обозначающий дискриминацию и угнетение по признаку фемининного гендерного выражения.

## Сексизм в отношении мужчин
С распространением понятия «сексизм» в разговорной речи его также заимствовали и для обозначения гендерной дискриминации мужчин. Понятие «обратный сексизм», возникшее в результате культурной реакции на феминизм, обозначает ущерб, который наносится мужчинам, в особенности за счёт позитивной дискриминации. Однако термин «обратный сексизм» не является общепринятым для обозначения дискриминации мужчин.
На возможность сексизма со стороны женщин в отношении мужчин указывают и некоторые научные источники — особенно в области психологии. В этих случаях под сексизмом понимаются индивидуальные предубеждения, неприязнь или отдельные дискриминирующие действия или практики. Однако, как отмечает социолог Дэвид Ньюман, предубеждения и дискриминация в отношении мужчин занимают в обществе совершенно иное место, чем предубеждения и дискриминация в отношении женщин: исторически укоренённая система патриархата позволяет мужчинам подчинять женщин через социальные практики, а иногда и посредством законов, защищая свои интересы и привилегии. Поскольку мужчины занимают в обществе господствующее положение, их сексизм имеет больше культурной легитимности и более серьёзные последствия, чем сексизм со стороны женщин, который не находит отражения в социальных институтах (однако социолог Эйстейн Холтер характеризует положение мужчин в гендерной иерархии скорее как смешанное, но не как чисто доминирующее, поэтому как патриархальный дивиденд, так и издержки мужчин могут варьироваться, а женщины не всегда являться подчинённым полом). Мужчины чаще сталкиваются с сексизмом со стороны мужчин, чем со стороны женщин.
Как показывают исследования мужчин и маскулинности, патриархат как система мужского господства является источником ряда ограничений и для самих мужчин. В частности, гегемонная маскулинность — идеализированное и нормативное представление о маскулинности, характерное для данного общества, — используется не только для подчинения женщин, но и для подавления мужчин, не соответствующих этой жёсткой норме. С характерным для патриархата обесцениванием женщин и женского связано предъявляемое к мужчинам требование избегать любого поведения, которое может быть обозначено как женственное. Как следствие, мужчины подвергаются санкциям в виде осуждения и насмешек, например, за проявления эмоциональной уязвимости, за интерес к традиционно «женским» профессиям (например, медбрата или воспитателя детского сада), и за поддержку гендерного равенства. Холтер, однако, отмечает, что во многих регионах мира более горизонтальные и демократические гендерные
системы постепенно заменяют патриархат.
В исследовании, опубликованном в 2019 году, учёные изучили гендерную дискриминацию в 134 странах и заявили, что в 91 (68 %) из этих стран мужчины находились в более неблагоприятном положении, чем женщины. Они утверждали, что показатель глобального гендерного разрыва был ошибочным, поскольку при анализе часто не учитывались ситуации, которые непропорционально влияют на мужчин и мальчиков. К числу этих ситуаций относятся: получение мужчинами более суровых наказаний по сравнению с женщинами за те же преступления, непропорционально большая представленность бездомных и заключённых мужчин, обязательная военная служба (в настоящем или существовавшая исторически), более высокий уровень самоубийств, более высокий уровень насилия, злоупотребление наркотиками и алкоголем, большее число смертей на месте занятости, низкая успеваемость в сфере образования, непропорционально большая представленность на опасных работах, более высокий уровень физического насилия, более высокий возраст выхода на пенсию во многих странах мира.

### Комментарии
1. ↑  Употребление сторонниками идеологии сексизма по отношению к себе термина «сексисты» не является популярным, подобно тому, как большинство современных расистов предпочитают не называть свои взгляды расистскими. Вместо этого сексисты могут определять себя, как «придерживающиеся традиционных вглядов на гендер»[22].